# Munitibar-Arbatzegi Gerrikaitz
Munitibar-Arbatzegi Gerrikaitz (baskisch Munitibar; spanisch Arbácegui y Guerricaiz) ist eine Gemeinde im spanischen Baskenland, Provinz Bizkaia. 2024 hatte die Gemeinde 466 Einwohner. Die Gemeinde besteht aus den Ortsteilen Arbatzegi, Berreño, Gerrika, Gerrikaitz und Totorika.

## Geografie
Munitibar-Arbatzegi Gerrikaitz liegt als Ort etwa 15 Kilometer südlich der Atlantikküste in einer Höhe von ca. 190 m. Die Provinzhauptstadt Bilbao liegt etwa 38 Kilometer westlich.

## Bevölkerungsentwicklung
| Jahr      | 1970 | 1981 | 1991 | 2001 | 2011 | 2021 |
| Einwohner | 802  | 495  | 455  | 401  | 427  | 484  |

## Sehenswürdigkeiten
- Vinzenzkirche (Iglesia de San Bizente)

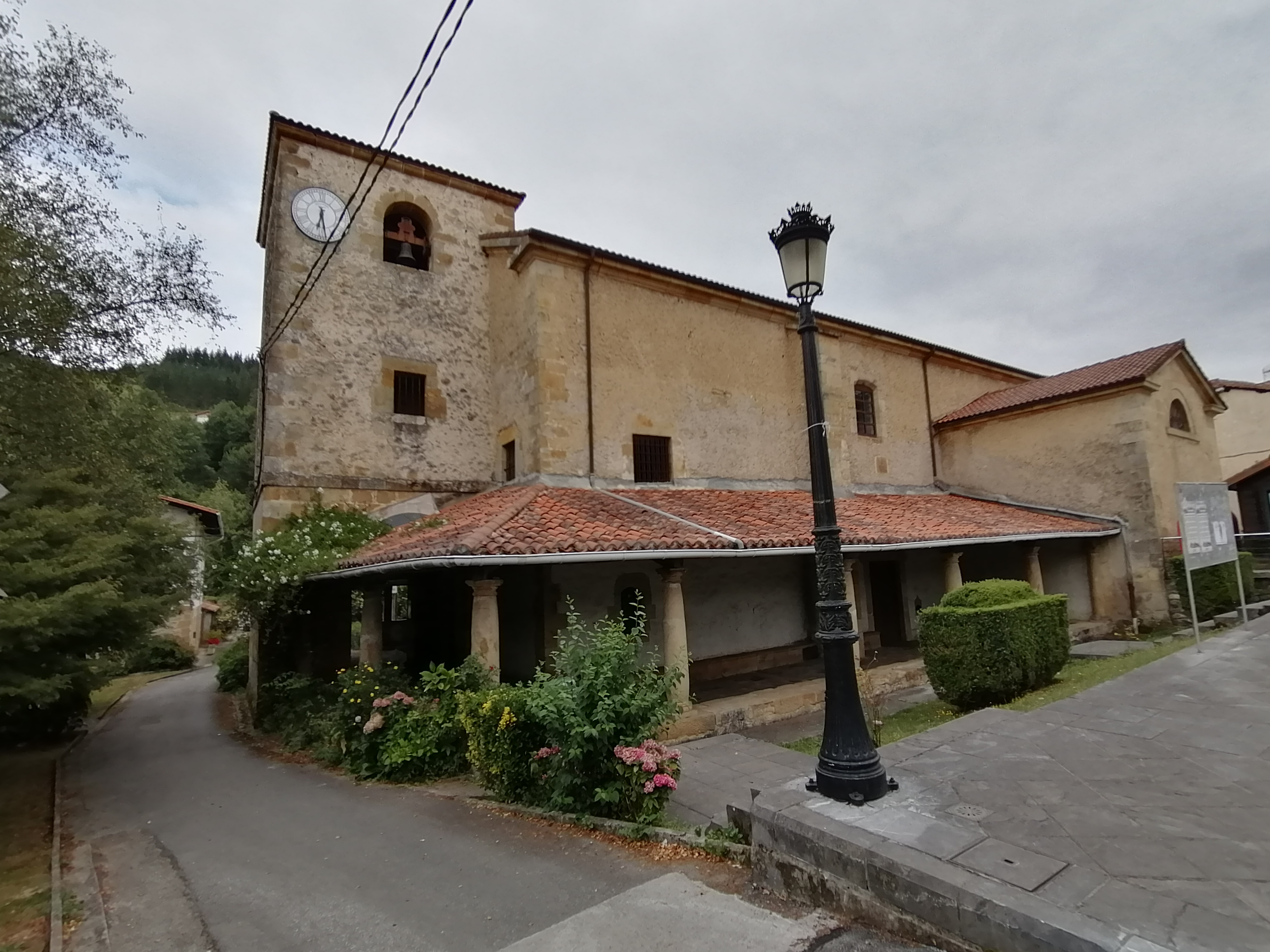
Vinzenzkirche